# Riyah
 (janvier 2015).
Si vous disposez d'ouvrages ou d'articles de référence ou si vous connaissez des sites web de qualité traitant du thème abordé ici, merci de compléter l'article en donnant les références utiles à sa vérifiabilité et en les liant à la section « Notes et références ».
 (janvier 2015).
- Si vous ne connaissez pas le sujet, laissez ce bandeau (vous pouvez alors contacter les auteurs).
- Si vous supprimez le contenu mis en cause (vous pouvez préalablement contacter les auteurs),

argumentez précisément cette suppression dans la page de discussion
(un manque de référence n'est pas un argument ; une recherche réelle de référence doit avoir été effectuée, être formellement documentée).
Pour les articles homonymes, voir Banu Hilal.
Riyah (en arabe رياح simplifié « Riyah ») est une confédération arabe originaire du Nejd,  et installée au Maghreb, faisant partie des Banu Hilal.

## Histoire
Ils étaient originaires du Nejd en Arabie et s'étaient d'abord installés entre l'Irak et la Syrie après avoir migré vers le Maghreb dû à leur expulsion d'Égypte par les Fatimides après 1048. Ils représentent la plus puissante confédération arabe de l'époque avec les Dhouaouda (issus de Dhouad ben Riyah). Ils vivent à l'époque moderne dans les régions de Al Haouz, Doukkala, Abda, Chaouia (Maroc), Gharb ainsi que dans les Hauts-Plateaux et le désert algérien[réf. nécessaire], dans la région de Zaghouan en Tunisie, ainsi que dans le Nord Est et dans la région de Mahdia, sous les tribus des Ouled Saïd et Souassi.

## Généalogie
Ils font partie de la puissante confédération des Banu 'Amir et ont comme cousins les Banu Kilab, les Banu Uqayl, etc.
Leur ancêtre est Riyah ibn Abi Rabiah ibn Nahik ibn Hilāl ibn ‘Āmir ibn Sa'sa'a ibn Muawiya ibn Bakr ibn Hawāzin ibn Mansur ibn Ikrimah ibn Khasafa ibn Qays ‘Aylān ibn Mudar ibn Nizār ibn Ma’ad ibn ´Adnān.

## Répartition géographique
Ils sont surtout présents en Tripolitaine, en Tunisie, dans les plaines atlantiques comme Doukkala, Chaouia ou Gharb (Maroc), ainsi qu'au nord de l'Algérie.